# Nealbarbital
Nealbarbital (Censedal) là một dẫn xuất barbiturat được phát triển bởi Aktiebolaget Pharmacia vào những năm 1950. Nó có tác dụng an thần và thôi miên, và được sử dụng để điều trị chứng mất ngủ.